# Corbettia
Corbettia is een geslacht van halfvleugeligen (Hemiptera) uit de familie witte vliegen (Aleyrodidae), onderfamilie Aleyrodinae.
De wetenschappelijke naam van dit geslacht is voor het eerst geldig gepubliceerd door Dozier in 1934. De typesoort is Corbettia millettiacola.

## Soorten
Corbettia omvat de volgende soorten:
- Corbettia bauhiniae Cohic, 1968
- Corbettia graminis Mound, 1965
- Corbettia grandis Russell, 1960
- Corbettia isoberliniae Bink-Moenen, 1983
- Corbettia lamottei Cohic, 1969
- Corbettia lonchocarpi Bink-Moenen, 1983
- Corbettia millettiacola Dozier, 1934
- Corbettia pauliani Cohic, 1966
- Corbettia tamarindi Takahashi, 1951